# Уриил
Уриил (на иврит: אוּרִיאֵל, „Божия светлина“) е един от седемте главни архангели в православната традиция.
Името на този архангел означава „божия светлина“ и се споменава във неканоничната Трета книга на Ездра (3 Ездра 4:1, 5:20 и 10:28), като ангел, изпратен от Бог на Ездра за да го наставлява и да му обясни съкровените пътища Божии. Името му се споменава и в апокрифната Книга на Енох, където се описва като „един от светите ангели, ангел на гръмотевиците и ангел на вятъра" (Енох 4:20).
Уриил, като сияние на божествения огън, е просветител на помрачените. В избражения архангел Уриил се изобразява държащ пред гърдите си с дясната ръка изваден меч, а с лявата, пусната надолу – огнен пламък. 
В Каббала той е мистичният ангел от Изтока, който предвещава идващото слънце.